# SN 2010lg
SN 2010lg – supernowa typu IIb odkryta 15 listopada 2010 roku w galaktyce A225640+3810. W momencie odkrycia miała maksymalną jasność 18,10m.